# Демкино (Саратовская область)
Демкино — село в Хвалынском районе Саратовской области России. Входит в Алексеевское муниципальное образование.

## Основание
В отличие от других сел Хвалынского района — известна точная дата основания села Демкино. Это — 1800 год. В тот год из сел Илюшкино и Шалкино (ныне — села Павловского района Ульяновской области), было переселено 300 душ, как записано в Статистическом сборнике Хвалынского уезда за 1885 год — от несхоты, то есть нехватки пахотных земель.
Земли, на которых расположилось село, когда-то принадлежали графу Кочубею. Потом — Петром Первым были переведены в фонд государственных. Соответственно — и крестьяне, которые здесь были расселены, имели статус государственных. Государственные крестьяне были лично свободны, имели право заниматься торговлей и владеть недвижимостью.
Село было названо по имени первопоселенца Дементия. Помимо переселенцев — здесь нашли укрытие беглые крестьяне и служилые люди.

## Население
| 2002 | 2010 |
| ---- | ---- |
| 191  | ↘96  |

Со временем — вдоль безымянной речушки, вытекающей из родника с очень вкусной водой, под названием Барыня, среди гор, вытянулось 2 улицы. На одной из них селилась только мордва, и звали её Мордовской стороной. Продолжение её — Кривасовка (существует и сегодня под названием Колхозная).
На другой селились только русские, и называлась улица Русской стороной.
Ещё улицы различались по направлениям.
Верхний конец — тот, что к лесу. Нижний — к горе, которая называлась Песчаная (Песочная). Там действительно добывали песок — удивительного ярко-жёлтого цвета.
Мордва села Демкино — эрзя. Была крещена в Русском Православии.
Русские были староверами (в частности — поморцами), единоверцами и православными.
Фамилии у жителей сел были и есть как официальные, так и уличные. Уличные передаются членам одной семьи десятилетиями, и неизменны — в отличие от официальных Это — не прозвища — а именно фамилии, и их происхождения, как и времени появления самого обычая сейчас уже никто не помнит…

## Храмы
В Демкино было 2 церкви.
1. Покрова Пресвятой Богородицы. Единоверческая. она была построена в 1855 году на средства прихожан. Деревянная, на каменном фундаменте, крыта железом. Колокольня была построена в 1895 году. Престол был один — во имя Покрова Божьей Матери. Имелась пахотная земля возле церкви.
Эта церковь считалась русской.
2. Казанской Божьей Матери. Была пожалована священником Афанасием Давыдовым и саратовской купчихой Аполинарией Кузнецовой. Построена в 1860 году. Новообрядческая, считалась мордовской.
Далее — из книги Алексея Наумова : Земли Хвалынской храмы.
При храме было 1,5 десятин усадебной , 42 десятины 1600 кв. пахотной земли. В 1874 г. появилось церковно — приходское попечительство. В 1878 г. открыта земская школа, которая в 1887 переименована в церковно-приходскую. Причт на 1897 г. состоял из священника Алексея Илларионовича Доброядова и псаломщика Иоакима Никифоровича Скрипинского. Священник жил в общественном доме, а псаломщик — в здании приходской школы. Приход — 66 дворов военных (?) (201 — мужчин и 211 женщин), 321 дворов крестьян (949 мужчин и 944 женщины). С 1908 года священником был Александр Антонович Садчиков, а псалмовщиком с 1911 года — Антон Антонович Морозов. После закрытия церкви в 1930-х годах, в ней находился склад. В 1980-х годах храм был разобран на строительные материалы.
Эта церковь, по воспоминаниям старожилов, отличалась красотой и убранством. На её колокольне висел огромный колокол редкой красоты звучания.
В настоящее время ни одного храма в Демкино нет.
Статистические данные.
1885 год.
В селе проживало 2800 человек.
1392 — мужчин, 1408 женщин.
Всего хозяйств было 446, работников — 687, полуработников — 122, работниц — 704.
Рабочих лошадей — 736, коров — 354, дворов без рабочего скота — 72, не имеющих никакого скота — 43.
14 хозяйств нанимали работников. Было 16 батраков, дворов без пахотных орудий — 115, плугов — 210, сох — 1822, транспортных средств (телеги, сани) — 983.
Высок был по тем временам уровень грамотности. Число семей с грамотными и учащимися — 278, то есть больше половины.
1911 год. (из статистического сборника Списки населённых мест Саратовской губернии, Хвалынский уезд)
Крестьяне — бывшие государственные.
Народность: мордва и великорусская.
Хозяйств 526, мужчин — 2015, женщин — 2018. Всего населения — 4033 человека.
1919 год.
Население — 3444 человека, из них мордва — 2412.
Природные условия. Занятия населения.
Село расположено — среди гор. Земля здесь — очень плодородная.
Окружающие село леса были богаты грибами. В урожайный год их привозили возами и солили кадушками. Ценились грузди, рыжики. Остальные считались несъедобными. В долинах было много земляники. К началу 20 века село утопало в садах: яблони, вишни, слива, груша росли здесь. Многие держали пчел.
В селе была кузница, сапожная мастерская, механическая мельница.
Были гончары, бондари, жестянщики, плотники, столяры, выдельщики шкур, валяли валенки, плели лапти.
Мастерство передавалось по наследству.
Сельские праздники.
В селе особенно широко праздновали Масленицу и Пасху.
На Масленицу устраивали катание на лошадях, которых украшали лентами и колокольчиками. Упряжи соединялись в единое непрерывное кольцо. В центре села было 2 моста через речку, стоящих друг от друга почти на 1 км. И вот двигалась двухкилометровая непрерывная цепь упряжек по кругу, с песнями, игрой на гармошках, звоном колокольчиков…
Пасха в селе — это красивое убранство 2-х церквей, звон двух колоколов, дети, обегающие дома…
Школы, кладбища.
На начало 20 века в селе было 2 школы — церковно-приходская и земская. Земская — построена в 1913 году, и стоит до сих пор.. В церковно-приходской был клуб, а сейчас — жилой дом.
В селе была пожарка с большим колоколом на колокольне. Пожарные команды приезжали из Алексеевки и Богородского.
В зимний буран звонили, чтобы те, кто заблудились — нашли дорогу домой.
Кладбищ в селе 2 — русское и мордовское.
1-я мировая и гражданская войны в Демкино.
В войну с Японией и 1- мировую — из села были демобилизованные.
Гражданская война тоже прошлась по селу. Оно несколько раз переходило из рук в руки, много было убитых, пленных обе стороны расстреливали — всех хоронили на двух маленьких сельских кладбищах.
Советский период.
Голод 1921 года — многие из Демкино еузжали — кто на Верхнюю Волгу, кто в Баку.
Баку — вообще в 20-м веке по неизвестно как и с кого начавшейся местной традиции стал как бы отдаленным филиалом Демкино.
Голод жестоко прошелся по селу. Здесь была открыта американцами кухня, в которой людей кормили, но тем не менее — умирали многие. Из мужчин покрепче была создана команда, которая рыла могилы и хоронила умерших. Весной ездили по полям и подбирали тех, кто умер в поле, на дороге, пытаясь куда-либо уйти или найти что-то из еды.
После окончания голода стали некоторые возвращаться. Дома их были нетронуты, все вещи и хозяйство — цело, ибо — чужого в селе брать не принято.

## Коллективизация
Уже до голода были здесь попытки крестьянского объединения.
Желающим новая власть давала ссуды на покупку скота и инвентаря. Для этой покупки можно было объединяться в пятидворки и решать проблему в складчину.
В 1929 году была организована сельхозатель Коммунар (в неё вошли Апалиха, Демкино и Золотой Поселок).
В 1931 году в Демкино выделилась самостоятельная артель Новая Жизнь.

## Раскулачивание
В этот же период село затронула волна раскулачивания. Приехали ответственные лица из волости, посадили старуху-нищенку на сани и с ней поехали по селу — на кого она клюкой покажет — тот и кулак., и не доказать обратное.
Кулаков и их семьи увозили из села. Многие пропали неизвестно куда. Многие — среди зимы, без еды и одежды были отправлены в Сибирь, на Урал и на Север.
Дети арестованных родителей прятались по подвалам опустевших домов — их подкармливали соседи.
Дома раскулаченных затем тоже разбирали и увозили в Широкий Буерак.
Новая жизнь раскалывала семьи.
Характерен пример семьи Семиных.
Старший сын — Александр — ушёл с красными. Средний — Максим — был священником в соседнем селе Богородском (позже — сидел на Соловках). Предпоследний — Иван — просто спокойно работал — был мастером на все руки — и плотником, и столяром, и валенки умёл валять…Младший — Алексей — запомнился тем, что сбросил колокол с церковной колокольни .
Голод 1933 года.
В 1933 году весь собранный урожай забрали.
Опять начался голод и отток населения в Баку.
В этот год в Демкино был случай людоедства — родители убили 12-летнюю старшую дочь, чтобы спасти четверых младших…
Люди бежали бросив все, и только по реву голодной скотины соседи узнавали, что люди уехали. В Баку ехали к родным или ранее перебравшимся соседям. Но и на новом месте не все было гладко. Свирепствовали незнакомые южные эпидемии, не всем давали прописку, или разрешение на строительство жилья. давали сутки на выезд. Бывало, люди в отчаянии кончали самоубийством. Те же, кому посчастливилось зацепиться на новом месте — чаще всего строили трехстенные пристройки к домам соседей или родственников — и экономнее и рядом.
В Великую Отечественную войну в село не вернулось 77 человек. Погибли, или пропали без вести.
После войны — опять грянул голод. (опять — очередной отток в Баку)
Затем — ситуация стала меняться к лучшему.
1953 г. — отмена налогов.
1956 г. — открыта семилетняя школа (до этого была только начальная — старшеклассники ездили учиться в Апалиху),
1957 г. — Демкино и Апалиху объединили в один колхоз.
1958 г. — в село провели радио, построили электростанцию, которая давала свет несколько часов в сутки.
1968 г. — село подключили к государственной электросети — жители стали покупать электроприборы.
В 70-е годы был построен клуб.
В нём же — находился и медпункт. В это же время по двум улицам села проложили асфальт.
Но в этот же период — население начало сокращаться.
Молодёжь уезжала в города, старики — умирали.

## В настоящее время[когда?]
Демкино — 56 домов.

Реально проживает — 98 человек.

Трудоспособных — 77. Работает — 32. Не работают — 45.

Детей школьного возраста — 12, дошкольного — 5.

Дети учатся в Апалихе.

Подсобных хозяйств — 24, коров — 31.